# Macbeth (groupe)
Pour les articles homonymes, voir Macbeth.
Macbeth est un groupe de metal gothique italien, originaire de Milan. Formé en 1995, il fait partie de la première génération du genre aux côtés de groupes comme Theatre of Tragedy, Trail of Tears, Tristania ou encore On Thorns I Lay. Il est donc parmi les premiers groupes à généraliser l'emploi du duo vocal de type « La belle et la bête ». Il est reste cependant moins connu que ces autres groupes. Le groupe est signé au label Dragonheart Records.

## Biographie
Le groupe est initialement formé sous le nom de Land of Dark Souls en 1995 par le batteur Fabrizio Cislaghi. Il s'inspire de la musique et de l'esthétique gothique, et est connu pour avoir recours au style de chant contrasté dit de la « belle et la bête ». En 1998, le groupe signe sur le label Dragonheart Records et publie son premier album studio, Romantic Tragedy's Crescendo, après avoir réalisé une démo intitulée Nocturnal Embrace, publiée en 1997. 
Après plusieurs concerts importants, le groupe connaît des changements de membres. S'ensuit la sortie d'un nouvel album en 2001, Vanitas. Vanitas présente un aspect plus agressif, émoussant le côté plus romantique du groupe. En 2005, ils sortent leur troisième album intitulé Malae Artes.
En 2008, Macbeth joue en Angleterre pour la première fois en tournée, puis revient en Belgique pour la sixième édition du Metal Female Voices Fest. La même année, Morena participe au March Metal Day Festival à Athènes. La chanson Do not Pretend de Superangelic Hate Bringers est utilisée par Sky Sports pour le Grand Prix de Formule 1.
Bien que préparé pour un nouvel album en 2009, le groupe est forcé de se mettre en pause à cause de problèmes internes.
Plus tard, Macbeth annonce Neo-Gothic Propaganda comme titre de son cinquième album à venir. L'alum est finalement publié le 24 février 2014. Ils publientensuite le clip de la chanson Scent of Winter.

## Discographie

### Albums studio
- 1998 : Romantic Tragedy's Crescendo
- 2001 : Vanitas
- 2005 : Malae Artes
- 2007 : Superangelic Hate Bringers
- 2014 : Neo-Gothic Propaganda

### EP
- 1997 : Nocturnal Embrace (démo)

## Membres

### Membres actuels
- Morena Rozzi - chant féminin
- Andreas Cislaghi – chant masculin
- Fabrizio Cislaghi – batterie
- Max Montagano – guitare
- Marco « Sem » Semenza – basse

### Anciens membres
- Vittorio – chant masculin (1995–1998)
- Cristina – chant féminin (1996–1998)
- Jessica – chant féminin (1999)
- Alex – guitare
- Fabio - basse (1996)
- Marco – basse
- Monica - claviers (1996)
- Andrea - claviers (1995–2004)
- Luca Sassi - guitare (1995–2005)
- Carlo – claviers (2005)